# カード・カウンター
『カード・カウンター』（原題：The Card Counter）は、2021年制作のアメリカ合衆国のスリラー映画。ポール・シュレイダー監督・脚本、マーティン・スコセッシ製作総指揮。第78回ヴェネツィア国際映画祭コンペティション部門出品。R15+指定。

## あらすじ
ウィリアム・テルは軍人としてイラク戦争に出征したが、アブグレイブ刑務所における特殊作戦で罪を犯したため、8年間服役した。出所後、彼は独学で「カード・カウンティング」と呼ばれるブラックジャックの勝率を上げる技術を学び、ギャンブラーとしてカジノからカジノを渡り歩きながら生計を立てていた。
ある日、ウィリアムはギャンブル・ブローカーのラ・リンダと出会い、大金が稼げるというポーカーの世界大会への参加を持ちかけられる。彼女との出会いがウィリアムを、復讐と贖罪を賭けた人生の勝負へと駆り立てていく。

## キャスト
※括弧内は日本語吹替（Netflix版）
- ウィリアム・テル：オスカー・アイザック（小松史法）
- ラ・リンダ：ティファニー・ハディッシュ
- カーク：タイ・シェリダン
- ジョン・ゴード：ウィレム・デフォー（山路和弘）
- ミスター・USA：アレクサンダー・ババラ

## 評価
本作は批評家から高く評価されている。Rotten Tomatoesでは223件の批評家レビューのうち87％が支持評価を下し、平均評価は10点中7.5点となった。 サイトの批評家の総合的な見解は「オスカー・アイザックの魅力的な演技に導かれ、『カード・カウンター』は贖罪を題材にしてきたポール・シュレイダーの長いキャリアに新たに重みのある章を加えた。」となっている。Metacriticには48件のレビューがあり、加重平均値は77/100となっている。